# FK1리그
FK 슈퍼리그(FK Super League)는 2017-18시즌에 출범한 한국풋살연맹 산하 리그로서 대한민국 풋살 리그 시스템에서 최상위리그를 담당하고 있다.

## 역사
FK리그는 2009년 대한민국 풋살의 첫번째 정식 리그로 출범했다. 2009-10시즌을 기점으로 시작된 FK리그는 2017-18시즌부터 승강제를 도입하기로 하며 본격적인 승강제 리그 시대를 열었다. 리그의 명칭은 한국풋살연맹에서 공모한 결과 1부리그 FK 슈퍼리그 , 2부리그 FK 드림리그로 최종 확정이 났으며 2016-17시즌 1위부터 6위까지는 FK 슈퍼리그 , 7위부터 12위는 FK 드림리그로 강등이 되어 시즌을 시작했다. 현재 2016-17 드림리그 원년팀은 서울 은평FS와 드림허브군산FS로 총 2개팀이다. 2017-18시즌이 종료되고나서 전주매그풋살클럽이 AFC 풋살 클럽챔피언십 출전권을 따내면서 우승하는 팀이 AFC 풋살 클럽챔피언십에 출전하게 된다.

## 리그 구성

### 리그 방식
2019-20시즌 FK 슈퍼리그에는 6개의 팀이 리그에 참여하고 있다. 리그 경기 수는 총 15경기이나 코로나 19의 여파로 시즌이 조기종료되면서 강등이 일시적으로 사라지게 되었다.

#### 정규라운드 순위 결정 기준
현재 K리그에 적용되고있는 순위 결정 기준을 사용하고있다.

### 외국인선수
2019-20시즌 기준으로 비정상회담 출신 용병과 기타 외국인 선수들이 활약하고 있으나 아직까지 외국인 선수에 대한 확실한 규정은 존재하지 않는다.

## 구단

### 2019-20시즌 참가구단
| 구단             | 데뷔시즌 | 연고지 | 연습구장               | 감독   | 2019-20시즌 구단성적 |
| ---------------- | -------- | ------ | ---------------------- | ------ | -------------------- |
| 스타FS서울       | 2009-10  | 서울   | 송파 풋살전용구장      | 이창환 | 우승                 |
| 전주매그풋살클럽 | 2009-10  | 전주   | 전주시 팔복동 1가 31-1 | 이영진 | 준우승               |
| 판타지아부천FS   | 2012-13  | 부천   | 원미풋살경기장         | 박선덕 | 3위                  |
| 예스구미FS       | 2009-10  | 구미   | 지산 풋살전용구장      | 이상진 | 4위                  |
| 서울은평FS       | 2012-13  | 서울   | 풋살아카데미 풋볼센터  | 이상진 | 5위                  |
| 고양불스풋살클럽 | 2017-18  | 고양   | 누캄프풋살장           | 장성대 | 6위                  |

## 경기장
FK리그는 홈 앤 어웨이 방식을 진행하지 않아 중립경기로 진행된다. 용인체육관 , 파주NFC 풋살장 , 보은국민체육센터 , 단양국민체육센터 , 횡성실내체육관 , 동해체육관에서 리그를 치렀으며 앞으로도 장소가 추가될 수 있다.

## 같이 보기
대한민국 풋살 리그 시스템
- 1부 FK 슈퍼리그

- 2부 FK 드림리그

한국풋살연맹 주관 리그전
- 대륙컵 AFC 풋살 클럽 챔피언십
- 전국선수권 FK컵

FK 슈퍼리그 관련항목
- 대한민국 풋살 국가대표팀
- AFC 풋살 선수권대회
- FK리그 승강플레이오프

## 참고자료 및 외부 링크
한국풋살연맹